# Feuerunterstützungsbasis

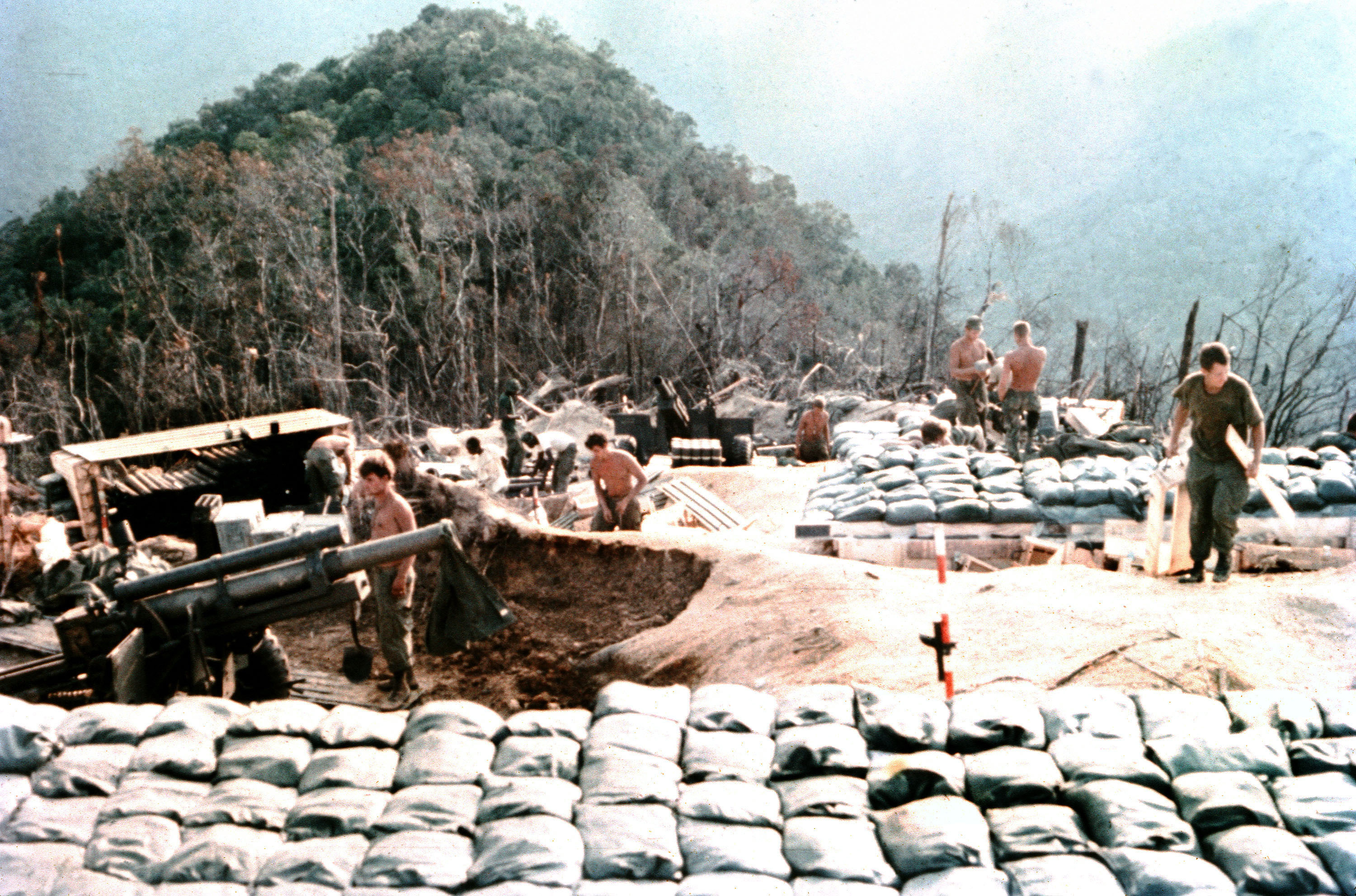
Eine Feuerunterstützungsbasis der dritten Marineinfanteriedivision in Vietnam im Jahr 1968. Die Kanonen sind 105-mm-Haubitzen.

Eine Feuerunterstützungsbasis (englisch Fire support base, FSB) ist ein temporäres militärisches Feldlager, von dem mit Artillerie indirekte Feuerunterstützung für in Reichweite operierende Infanterie gewährt wird, die sich außerhalb der Reichweite ihres eigenen Basislagers befindet. Eine Feuerunterstützungsbasis kann abhängig vom Gelände in Aufbau, Form und Konstruktion variieren.
Das während des Vietnamkriegs (1955–1975) entwickelte und intensiv umgesetzte Konzept wurde in nachfolgenden militärischen Operationen wie beispielsweise in Afghanistan weiterentwickelt.

## Aufbau während des Vietnamkriegs

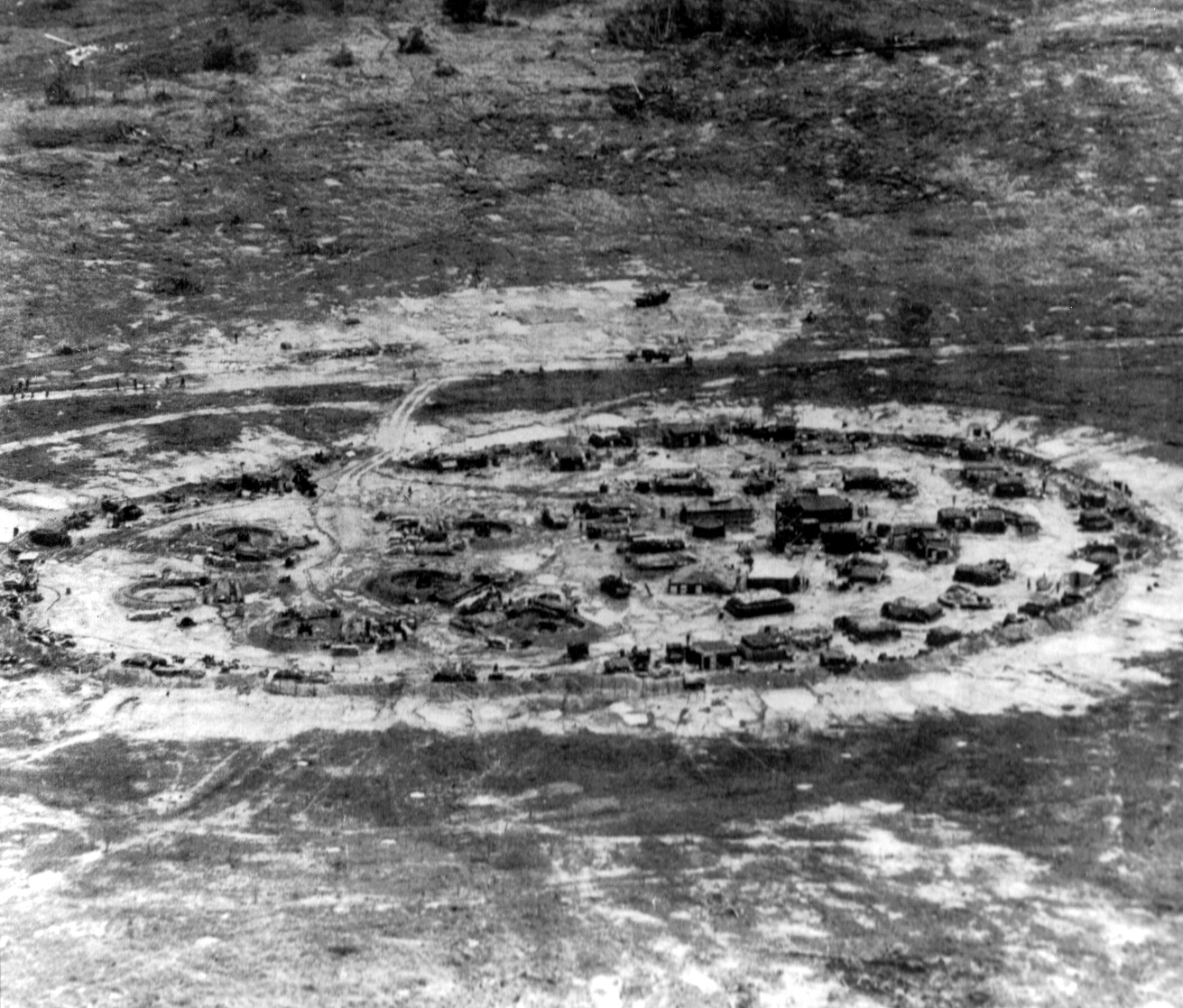
Feuerunterstützungsbasis Crook, Vietnam, 1969

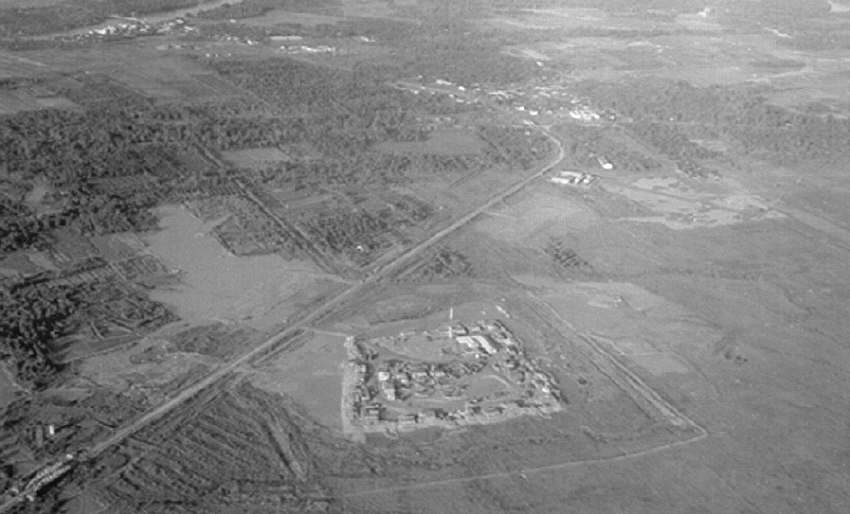
FSB Danger, Hauptquartier der 4/39th Infantry der 9th U.S. Infantry Division, Dinh Tuong, Vietnam, 1969

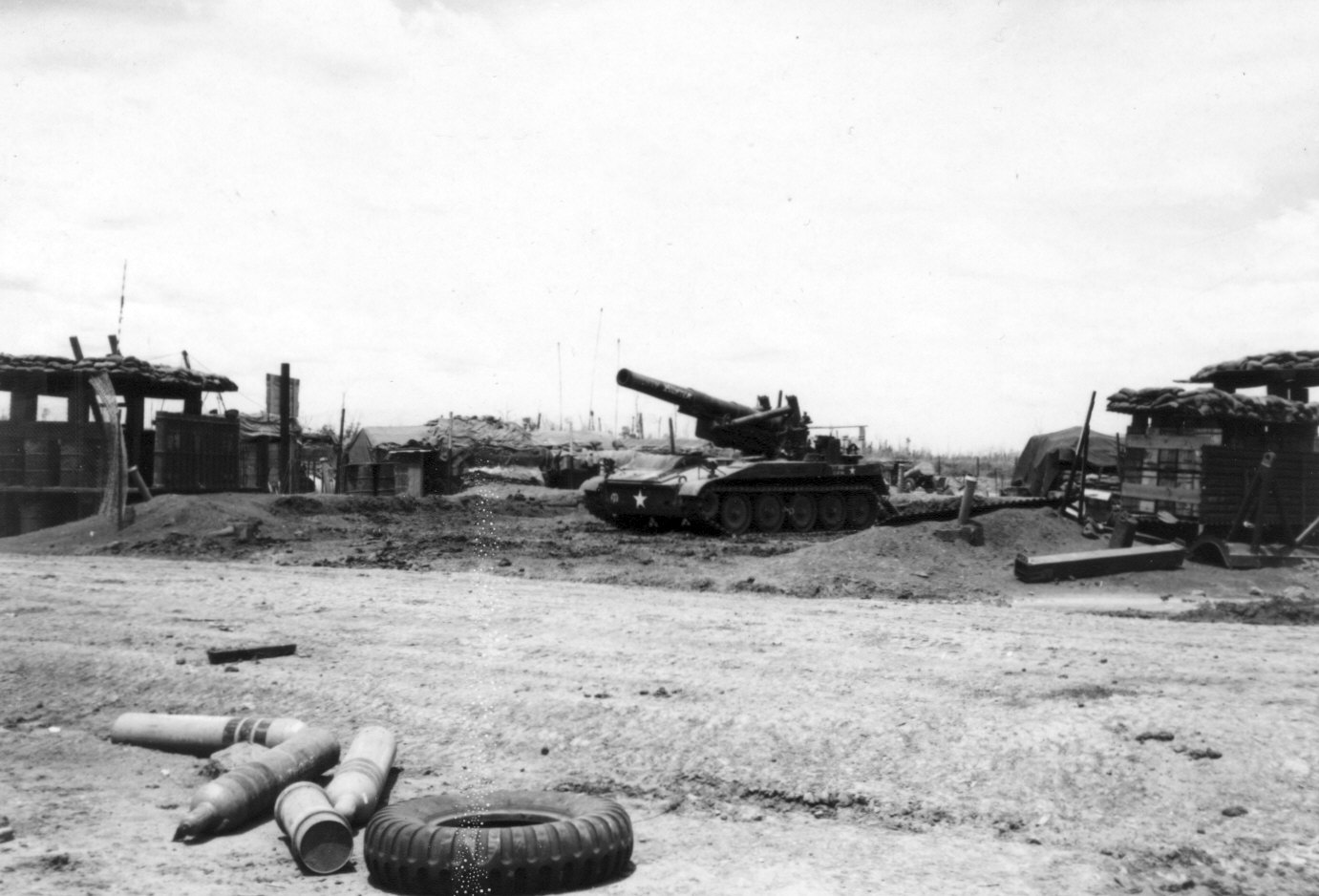
FSB, 23rd Artillery Group, Vietnam, 1971

Eine Fire support base war ursprünglich nur ein temporärer Feuerstützpunkt für Artillerie, obwohl sich viele zu längerfristigen Lagern entwickelten. Die Hauptbestandteile variierten abhängig von deren Größe: Eine typische FSB umfasste normalerweise eine Batterie aus sechs Feldhaubitzen mit entweder Kaliber 105 Millimeter (M101) oder 155 mm (M114), einem Zug von Pionieren, die sich dauerhaft um Wartung und Instandsetzung kümmern, mindestens zwei Hubschrauberlandeplätze, einem Gefechtsstand (Tactical Operations Center (TOC)), einem Feldlazarett bemannt mit Feldsanitätern, einem Kommunikationsbunker und einer Kompanie von Infanterie zum Schutz der Garnison. Große FSBs können zwei Artillerie-Batterien und ein Infanteriebataillon umfassen.

### Anordnung
Gemäß dem ursprünglichen Konzept einer Artillerie-Feuerunterstützungsbasis wird eine aus sechs Geschützen bestehende Batterie um eine mittig angeordnete Haubitze angeordnet, die bei Nachtangriffen Gefechtsfeldbeleuchtung abfeuert und als Hauptregistriergeschütz der Basis fungiert. Die anderen fünf Haubitzen werden in Pentagonform angeordnet. Kleinere FSBs mit lediglich zwei bis vier Haubitzen unterschiedlichen Kalibers (normalerweise 105 mm und 155 mm auf Bataillonsebene) weichen von dieser Anordnung deutlich ab und befinden sich verteilt in befestigen Feuerstellungen. Kleinere Basen mit nur vier oder drei Geschützen ordneten diese Geschütze sofern möglich quadratisch oder dreieckig an.

### Verteidigung
Eine befestigte Feuerunterstützungsbasis war verwundbar gegenüber Steilfeuer und Gegnern, die in großer Zahl von allen Seiten angreifen konnten. Die Artillerie-Einheiten hatten weder die Mannschaften noch die Ausrüstung und Qualifikation, um ihre Position zu verteidigen, weshalb Kampftruppen der Infanterie die Stellung beschützten. Um die äußere Verteidigungslinie möglichst kurz zu halten, errichteten die Infanterieeinheiten ihre Verteidigungsstellungen aus Gräben und Bunkern so dicht wie möglich um die Geschütze herum an, wobei die angestrebte Form ein Kreis war, der jedoch den Restriktionen des Geländes unterlag. In vorderster Reihe wurden Stacheldrahtzäune gezogen und mit Antipersonenminen vom Typ M18 Claymore und Alarmleuchtkörpern gesichert.
Zur Verteidigung gehörten neben den Verteidigungsstellungen auch regelmäßige Aufklärungs- und Kampfpatrouillen im Nahbereich zum Auskundschaften von gegnerischen Kräften und zum Ausschalten von Scharfschützen sowie Mörser- und Flugabwehrstellungen die die luftmobile Versorgung gefährdeten.

### Befehlsgewalt
Kommandant einer FSB war entweder ein Offizier der Artillerie oder Infanterie, anhängig vom höheren Dienstgrad. Beide Truppengattungen entschieden einvernehmlich über die genaue Lage der FSB. Um ein freies Schussfeld, eine 360 Grad Abdeckung und eine größere Reichweite zu erzielen, wurden FSBs zumeist strategisch günstig auf Hügeln errichtet, die sich in der Nähe von Flugplätzen oder befestigen Strukturen befanden und leichter zu verteidigen waren. Rohrartillerie ist die einzige Feuerunterstützung, die unmittelbar reaktionsfähig, durchgehend verfügbar (weil tageslicht- und wetterunabhängig) und zuverlässig ist.
US-amerikanische Streitkräfte errichteten im Oktober 1965 eine der ersten Feuerunterstützungsbasen: Die 1st Cavalry Division befestigte unmittelbar nach ihrer Ankunft in Südvietnam die FSB Bill. Basierend auf dem von dieser Division entwickeltem, ursprünglichen Konzept, sollten Feuerunterstützungsbasen alle zwei Tage ihre Position wechseln, um den Aufwand für Sicherheitsvorkehrungen und halbbefestigten Einrichtungen zu minimieren. Mit der Zeit entwickelte sich dieses Konzept jedoch zugunsten von kleinen längerfristigen Festungen mit allen dazu erforderlichen Verteidigungsmaßnahmen. Firebase Bastogne war eine US-amerikanische Feuerbasis, die 1968 von der 101st Airborne Division errichtet wurde. Firebase Mary Ann wurde von Elementen der 23rd Infantry Division „Americal“ errichtet und war typisch für eine kleinere FSB.

## Afghanistan
In Afghanistan wurden Feuerunterstützungsbasen mit Beginn der Kampfhandlungen durch die US-geführten Koalitionsstreitkräfte ab 2001 errichtet. Diese Basen gaben Feuerunterstützung an verbündete Infanterie-Streitkräfte bei der Suche nach Talibankämpfern vorwiegend entlang der pakistanischen Grenze.
- Provinz Kunar: Firebase Phoenix
- Provinz Helmand: Firebase Fiddler’s Green
- Provinz Nangarhar: Forward Operating Base Torkham (aufgegeben), Firebase Thomas[8]
- Firebase Tinsley neben Char Chiehna, ehemals FOB Cobra.

## Syrien

Offensiven im Feldzug deir-ezzor im nordöstlichen Syrien

Im Rahmen des Feldzuges im Gouvernement Deir ez-Zor (englisch Deir ez-Zor campaign) in Syrien ging die Feuerunterstützung im Rahmen der Operation Inherent Resolve teilweise von Luftschlägen zu mobiler Artillerie über. Die Kämpfer des Islamischen Staates im Irak und der Levante (ISIL) waren 2018 großteils auf die östliche Seite des mittleren Euphrat-Flusses zurückgedrängt worden. Um sie davon abzuhalten, sich östlich in Richtung Irak zurückzuziehen, wurden auf irakischem Territorium eine Reihe von Feuerunterstützungsbasen eingerichtet, die Bewegungen in ihre Richtung unter Beschuss nahmen. Mit Angriffen von Norden her, wurden die ISIL-Front dann zwischen Fluss und irakischer Grenze nach Süden gedrängt, bis es zum letzten Gefecht in der Schlacht von Baghuz kam.
Aus Berichten bekannte Stellungen:
- Basis Bell, südlich des Dschabal Sindschar Höhenzuges, mit 150 Soldaten und 155 mm M777 Alpha 1.[9][10]
- Basis Um Joras, war 34 Tage in Betrieb.[11]
- Basis Saham, feuerte über Monate in der Schlacht von Baghuz[12]